# San Pedro de Jujuy
Bản mẫu:Placebox-begin
Bản mẫu:City-header-ar
Bản mẫu:Placebox-begin-data
Bản mẫu:City-poli-ar
Bản mẫu:Placebox-coor
Bản mẫu:Placebox-pop
Bản mẫu:Placebox-phone-ar
Bản mẫu:Placebox-postal-code-ar
Bản mẫu:Placebox-end-data
Bản mẫu:Placebox-end
San Pedro de Jujuy là thành phố đông dân thứ hai của tỉnh Jujuy, Argentina. Thành phố có 57.018 dân theo thống kê năm 2001 và là trụ sở củaSan Pedro Department. Thành phố này nằm phía đông bắc của tỉnh, bên cạnh Quốc lộ 34, trong thung lũng sông San Francisco, 45 km Đông tỉnh lỵ San Salvador de Jujuy. Khu vực này có khí hậu bán nhiệt đới, thích hợp cho các loại cây kinh tế chính của thành phố là mía đường và thuốc lá.